# Tobiasnætter
Tobiasnætter er en gammel skik, hvor brud og brudgom ikke havde samleje de første nætter efter brylluppet, for ikke at udfordre Gud eller guderne.
Tobiasnætter er opkaldt efter Sankt Tobias, der er omtalt i det gammeltestamentlige apokryf Tobits Bog. I Tobits Bog beskrives hvordan dæmonen for ondskab og begær, Asmodæus, har besat Sarah, og har slået hendes syv ægtemænd ihjel inden de kunne sove med hende. I 8. kapitel v.4-9 beskrives, hvorledes Tobias (som den 8. ægtemand) og hans nygifte brud Sarah stiger ud af brudesengen for i stedet at bede og derefter gå til ro.